# 名鉄6600系電車
名鉄6600系電車（めいてつ6600けいでんしゃ）は、名古屋鉄道が1978年から2013年まで運用した電車である。
本項では、特定の編成について記す場合は、尾張瀬戸向きの先頭車の車両番号をもって編成呼称とする（例：尾張瀬戸向き先頭車の車両番号がク6601の編成であれば「6601編成」）。

## 概要
1978年（昭和53年）3月19日に1500Vに昇圧された名鉄瀬戸線に、専用車両として導入された車両である。名古屋本線系統で使用されている6000系のうち、ほぼ同じ時期に新造された2次車を基に、瀬戸線での運用を考慮して一部仕様が変更されている。
製造以来瀬戸線で運用されてきたが、後継車両となる4000系の増備に伴い、2013年3月3日に運用を終了し廃車となった。

## 登場の経緯
名鉄瀬戸線は、1905年（明治38年）4月2日に瀬戸 - 矢田間を開業した瀬戸自動鉄道に端を発した鉄道路線で、その後電化して瀬戸電気鉄道となり、1939年（昭和14年）9月1日には合併によって名鉄の路線となっていた。
瀬戸線は名鉄に合併される以前の1929年（昭和4年）に全線複線化済み、かつ立地条件には恵まれた路線であり、瀬戸の陶磁器産業（瀬戸焼）を基盤とした輸送が盛んで、輸送量も多かった。しかし名古屋市内側のターミナルである堀川駅は貨物輸送の便を考慮した立地条件で名古屋の都心に直結せず、また名鉄の他線区との接続がない路線であることから、名鉄からはローカル線として扱われていたため、架線電圧も長らく600Vのままであり、他の名鉄の線区で架線電圧を600Vから1,500Vに昇圧した際に捻出された比較的小型の電車が主力となっている状態で、大都市圏の通勤鉄道としては能力が不十分であった。
一方、戦後に立案された名古屋市の地下鉄建設計画案では、瀬戸線は大曽根から地下鉄に乗り入れることになっていた。これは建設が具体化した後に名古屋市から相互直通運転を実施しないという意思表示があったために潰えたものの、1971年（昭和46年）には名鉄が単独で名古屋市の都心に乗り入れることが名古屋市の合意を得て決定した。
これを受けて、瀬戸線は清水駅の先から都心部（栄町駅）に至る地下線を建設することになり、あわせて架線電圧も1,500Vに昇圧されることになった。昇圧と栄町への乗り入れは1978年に行われることになり、昇圧後の車両については、急行や準急には名古屋本線系統で使用されている3780系冷房車などを転用することになったが、普通列車は急行や準急の間を待避することなく走行するために高加速性能が要求されたため、名古屋本線系統に運用されていた6000系をベースとした新車を12両投入することになった。
このような経緯を経て投入されたのが6600系である。

## 車両概要
本節では以下、登場当時の仕様を基本として記述し、更新による変更については沿革で後述する。編成については、編成表を参照のこと。
6600系は2両編成で登場し、系列中に2形式が存在する。
ク6600形6600系の編成において尾張瀬戸側の先頭車となる制御車 (Tc) 。
モ6700形6600系の編成において栄町側の先頭車となる制御電動車 (Mc) 。

### 車体
車体の基本設計は先述の通り6000系2次車と基本的には同一で、瀬戸線の運行条件に合わせた仕様変更が行われている。
6600系の車体は全長18,950mmで、車体幅は2,730mm、レール上面から床面までの高さは1,150mmである。地下線区間があることから、車体は当時の運輸省が定めていた鉄道車両の出火対策基準である「A-A基準」に対応させた普通鋼製である。
客用扉は幅1,300mm・高さ1,808mmの両開き扉を3箇所に配した。側面窓は後述するように冷房を搭載しないため、上段下降・下段固定式のアルミ無塗装ユニット窓とした。ドア間に幅605ｍｍの窓を2連ユニット×2、車端部に幅800mmの窓を1つ設置し、押しボタン操作により上段の窓が落ちる仕組みである。
前面は6000系と同様の貫通型高運転台で、6000系2次車と同様に貫通扉の固定位置を変更して前面と同一平面にしたほか、6600系独自の変更として、正面隅のガラスについて幅を40mm拡大することによって視野の拡大を図った。貫通扉上には6000系と同様に半自動式の幕式行先表示器が設けられたが、本形式は瀬戸線専用車であることから表示する駅名が少ないため、種別と行き先は幕1本にまとめられ、行先板の使用を考慮した貫通扉の系統板差しも設けていない。
前面下部には当時の名鉄上層部から、ジャンパ線やホースなどが見えることによる見栄えの問題を指摘されたこと、瀬戸線内の運用では運行中に分割併合する機会が少ないことから、台枠下部覆い（スカート）を設置し、連結時に使用するジャンパ線や空気ホースは通常はスカート内に収納し、連結時には蓋を開いてジャンパ線や空気ホースを取り出すこととした。
車体の塗装デザインはスカーレット1色である。

### 内装
内装は6000系2次車とほぼ同様で、座席も車端部がロングシートで、客用扉の間は集団離反式クロスシートとしたが、「A-A基準」に対応させるため、シートのモケットは不燃化素材を使用し、座席の台座はステンレス製とした。車内通路には全長にわたって吊手が設置されており、すべてラインフローファンのダクトカバーから直接吊り下げている。

### 主要機器

#### 電装品等
電装品は6000系2次車と同様である。

#### その他機器
6600系の運用区間として想定した栄町 - 喜多山間は、9.8kmの間に11駅あり、平均駅間距離は0.9kmで、冷房効果があまり期待できないと判断された。また、全線を通して乗車しても20km程度の短距離路線であり、平均乗車距離が短いことや、冷房搭載による新造・保守コストの増加や、第1次オイルショック後の世相を反映して省エネを考慮し、冷房の搭載は行わずに外気導入型のラインフローファンのみを設置した。ラインフローファンは各車両に9台ずつ設けられ、同時に各車両に3台ずつ排気扇を設けた。また、補助電源装置については冷房を搭載しないことから小型のものとしており、出力12kVAのCLG-363形電動発電機を装備した。
集電装置はモ6700形にPT42-F3-M形菱枠型パンタグラフを設けた。
連結器は先頭部分が密着自動連結器であるが、瀬戸線内の運用では運行中に分割併合する機会が少ないため、「名鉄式自動解結装置」（M式自動解結装置）は装備していない。中間は棒連結器である。

## 沿革
1978年（昭和53年）3月19日の瀬戸線の1,500 V昇圧と同時に運用を開始した。瀬戸線の歴史上、新車が投入されたのは瀬戸電気鉄道が1936年（昭和11年）に製造したガソリンカーのキハ300形以来であった。登場当時は栄町までの地下線が未開業で、2両編成のみの運用であったことから、2両+2両の連結運転時に行き来するための幌とその取り付け台座、幌枠が準備工事の状態で就役したが、8月20日の東大手 - 栄町開業までに合わせて整備された。
| 7000系パノラマカーから流用された冷房装置 |  | 7000系パノラマカーから流用された冷房装置 |
| 7000系パノラマカーから流用された冷房装置 |  |                                          |

主に普通列車に使用されていたが、日本各地の地下鉄で冷房車が常識になるにつれて車両冷房を望む利用者の意見も多くなったため、1985年（昭和60年）、1987年（昭和62年）、1988年（昭和63年）の3回に分けて冷房化改造が行われた。名鉄において在来車の冷房化改造を行った事例は皆無であり、本形式が初の事例となった。冷房化にあたっては、8800系「パノラマDX」に機器を供出するために廃車となった7000系「パノラマカー」の中間車8両から捻出された4,500 kcal/hの能力を有するTAC-15T2形を各車6台ずつ設置し,モ6700形の山側とク6600形の海側の屋根上に、ベンチレーターを新たに設置している。同時に補助電源装置も出力50 kVAのBS577C形GTOインバータ装置に交換された。また1988年（昭和63年）には瀬戸線の輸送需要の増加に伴い、座席のロングシート化改造が行われている。
その後、瀬戸線は全列車が4両編成で運用されるようになり、常時2編成を連結して運用されるようになった1990年代には、編成先頭に立つようになった車輛からは貫通幌が撤去された他、6750系1次車と同様にアルミサッシの枠も車体と同色に塗られるなどの外観の変化が生じたが、スカートは常時中間になる車両も含めて存置された。
2004年（平成16年）6月から9月にかけては、全車両に対して化粧板の上に不燃性シートを貼り付け、天井や客用扉内側などの塗装が施工されたが、回生ブレーキのついていない抵抗制御車であることや、環境対策で新設の尾張旭検車区に車体塗装設備が設置されなかったことなど、瀬戸線の近代化施策に伴い、本形式を含む従来の瀬戸線の車両は2008年（平成20年）に登場したオールステンレスカー4000系によって、全て置き換えられることになった。
そのため本線系統の6000形初期車の一部に施行された大規模な車体の修繕・更新は行われず、2012年に4編成が廃車。最後まで残った6601編成と6604編成は、2013年（平成25年）3月3日に尾張旭→栄町→尾張瀬戸→尾張旭の経路でさよなら運転を行い、同年3月5日付で廃車となり形式消滅した。

## 編成表
凡例
Tc …制御車、M …電動車、T…付随車
CON…制御装置、MG…補助電源装置、CP…電動空気圧縮機、PT…集電装置
| [ 52 ]   | ← 尾張瀬戸/栄町 → | ← 尾張瀬戸/栄町 → | 落成      | 冷房装置設置 | ロングシート化改造 | 廃車      |
| 形式     | ク6600            | モ6700            | 落成      | 冷房装置設置 | ロングシート化改造 | 廃車      |
| 区分     | Tc                | Mc                | 落成      | 冷房装置設置 | ロングシート化改造 | 廃車      |
| 車両番号 | 6601              | 6701              | 1978/3/19 | 1988/7/10    | 1988/7/10          | 2013/3/5  |
| 車両番号 | 6602              | 6702              | 1978/3/19 | 1985/7/31    | 1988/7/12          | 2012/3/24 |
| 車両番号 | 6603              | 6703              | 1978/3/19 | 1985/7/24    | 1988/8/13          | 2012/4/25 |
| 車両番号 | 6604              | 6704              | 1978/3/19 | 1985/12/28   | 1988/5/2           | 2013/3/5  |
| 車両番号 | 6605              | 6705              | 1978/3/19 | 1987/7/30    | 1988/6/4           | 2012/3/24 |
| 車両番号 | 6606              | 6706              | 1978/3/19 | 1987/7/30    | 1988/8/13          | 2012/4/25 |
| 搭載機器 | MG,CP             | CON,PT            |           |              |                    |           |
| 定員     | 130               | 130               |           |              |                    |           |